# Club Independiente Petrolero
Club Independiente Petrolero ist ein Sportverein aus Sucre, Bolivien, der hauptsächlich für seine Fußballabteilung bekannt ist. Der Klub trägt seine Heimspiele im 32.000 Plätze fassenden Estadio Olímpico Patria aus.

## Geschichte
Der Klub wurde 1932 als Independiente Sporting Club gegründet und ist damit einer der ältesten Fußballvereine des Landes. Am 4. April versammelten sich der Fußballspieler Julio Cueto und weitere Personen, um einen Fußballverein zu gründen. In Anlehnung an die spanische Flagge wählten sie die Farben rot-gelb für ihre Trikots. Sie traten noch im selben Jahr dem Verband Sucre Football Asociation bei und spielten in der zweiten Liga von Sucre.
Nach dem Wechsel in der Vereinsführung 1953 änderte der Klub seinen Namen zu Club Independiente Petrolero und änderte auch seine Vereinsfarben in rot-weiß. Rot in Anlehnung an die Vereinsgründer und weiß für die Stadt Sucre, die Wiege der Unabhängigkeit Boliviens. Ab 1977 gab es erstmals eine einheitliche nationale Liga in Bolivien, in die Independiente Petrolero erstmals 1981 aufstieg und sich bis 1983 dort halten konnte. Der zweite Aufstieg gelang 1989. Im Jahr 1994 verzeichnete der Klub seinen ersten großen Erfolg, als er Vizemeister der Apertura wurde.
Bei der ersten internationalen Teilnahme an der Copa Conmebol 1999 konnte der Klub trotz eines 4:1-Erfolgs im Hinspiel nicht die zweite Runde erreichen. Im Rückspiel gegen CA Talleres aus Argentinien gab es eine 0:3-Niederlage und Independiente Petrolero verlor das anschließende Elfmeterschießen.
2003 stieg Independiente Petrolero wieder in die Nacional B ab und konnte erst 2020 in die erste Liga zurückkehren. 2021 gewann der Verein seine erste bolivianische Meisterschaft. Am Ende der 30 Spieltage lag der Verein einen Punkt vor Always Ready und zwei Punkte vor The Strongest. Damit nahm der Verein 2022 an der Copa Libertadores teil. Im Jahr 2017 gründete der Verein seine Frauenfußballabteilung.

## Erfolge
- Bolivianischer Meister: 2021